# Spilogona carbonaria
Spilogona carbonaria är en tvåvingeart som först beskrevs av Frederick Wollaston Hutton 1901.  Spilogona carbonaria ingår i släktet Spilogona och familjen husflugor. Inga underarter finns listade i Catalogue of Life.